# Pentamethylstibine
Pentamethylstibine of pentamethylstiboraan is een organometaalverbinding waarin antimoon aan vijf methylgroepen gebonden is. De formule is dan ook {\displaystyle {\ce {C5H15Sb}}}, of met meer nadruk op de structuur: {\displaystyle {\ce {(CH3)5Sb}}}. Het is een voorbeeld van een hypervalente verbinding. De moleculaire vorm is een driehoekige bipiramide. Verwante verbindingen zijn bijvoorbeeld pentapropenylstibine {\displaystyle {\ce {(Sb(C#CCH3)5)}}} en pentafenylstibine {\displaystyle {\ce {(\ Sb(C6H5)5)}}}. Binnen de stikstofgroep zijn ook pentamethylarsine {\displaystyle {\ce {(As(CH3)5)}}} en pentamethylbismutine {\displaystyle {\ce {(Bi(CH3)5)}}} bekend.

## Synthese
Pentamethylstibine kan verkregen wordne uit de reactie van trimethylstibinedibromide met twee equivalenten methyllithium.

- {\displaystyle {\ce {(CH3)3SbBr2\ +\ 2CH3Li\ ->\ Sb(CH3)5\ +\ 2LiBr}}}

Een andere benadering gaat uit van trimethylstibine dat eerst wordt omgezet in het trimethyldichloride. Deze laatste stof wordt dan, ook, met metyhyllithium in de pemtamethylverbinding omgezet.
- {\displaystyle {\ce {Sb(CH3)3\ +\ SO2Cl2\ ->\ Sb(CH3)3Cl2\ +\ SO2}}}

{\displaystyle {\ce {Sb(CH3)3Cl2\ +\ 2CH3Li\ ->\ Sb(CH3)5\ +\ 2LiCl}}}

## Eigenschappen
Pentamethylstibine is onder standaard condities een kleurloze vloeistof. In vaste vorm kristalliseert het in het orthorombisch kristalstelsel in de ruimtegroep Ccmm. De dimensies van de eenheidscel zijn:  a=663,0 pm b=1100,4 pm c=1109,0 pm. Per eenheidscel zijn er vier moleculen aanwezig. Het voliume van de eenheidscel is 809.1·106 pm3. In de trigonale bipiramide zijn 3 equatoriale posities voor de methylgroepen en twee axiale. De lengte van de b-C-binding is voor de equatoriale koolstofatomen 2143 pm, voor de axiale 222 pm. De C-Sb-C bindingshoek tussen twee equatoriale koolstofatomen is 120°, tussen equatoriaal en axiaal geldt een hoek van 90°. DE positie van de methylgroepen ligt niet vast, zelfs bij -100 °C is de uitwisseling zo snel dat in het Proton-NMR slechts één signaal te zien is voor de waterstof-atomen. In vergelijking met pentamethylbismutine is het stibine stabieler: het vrije elektronenpaar is in antimoon beter beschikbaar voor bindingen dan in bismut, waar relativistische aspecten, afscherming door de f-elektronen en de lanthanidencontractie dat paar erg inert maken. Pentamethylstibine kan als vloeistof in schoon glaswerk bij kamertemperatuur bewaard worden.
Pentamethylstibine smelt bij -19 °C. Bij zijn kooktemperatuur, 160 °C, ontleedt het, maar deze reactie kan ook explosief verlopen.
In het ultraviolette deel van het spectrum heeft {\displaystyle {\ce {Sb(CH3)5}}} absorptiebanden bij 238 en 250 nm.

## Reacties
MethyllithiumIn THF reageert pentamethylstibine met methyllithium tot het kleurloze lithiumhexamethylstibaat. De solvatatie van lithium door THF speelt hierin een belangrijke rol:
{\displaystyle {\ce {(CH3)5Sb\ +\ Ch3Li\ ->[{\ce {THF}}]\ Li_{(THF)}[Sb(CH3)6]}}}
SilsesquioxanesMet silsesquioxanen (zie voorbeeld hiernaast onder vorming van tetramethylstibonium-ionen. Met {\displaystyle {\ce {(cyclo-C6H11)7Si7O9(OH)3}}} (de structuur hiernaast) bijvoorbeeld ontstaat {\displaystyle {\ce {[Sb(CH3)4^{-}]3[(cyclo-C6H11)7Si7O9(O)3^{3-}]}}}. Dit is een snelle reactie als er meer dan 2 hydroxylgroepen in het silsesquioxaan voorkomen.
Fosforzuur, Fosfonzuren en onderfosforigzurenMet deze zuren worden tetramethylstiboniumverbindingen gevormd, onder gelijktijdige uitstaat van methaan:
{\displaystyle {\ce {H3PO4\ +\ (CH3)5Sb\ ->\ [Sb(CH3)4^{+}][P(O)(OH)2O^{-}]\ +CH4\uparrow }}}
{\displaystyle {\ce {(C6H5)P(O)(OH)2\ +\ (CH3)5SbSb\ ->\ [(CH3)4Sb^{+}][(C6H5)P(O)2(OH)^{-}]\ +CH4\uparrow }}}
{\displaystyle {\ce {(C6HY5)2P(O)OH\ +\ (CH3)5SbSb\ ->\ [(CH3)4Sb^{+}][(C6H5)2P(O)2^{-}]\ +CH4\uparrow }}}
StannoceenMet stannoceen reageert pentamethylstibine ook onder vorming van stibonium-ionen, maar in tegenstelling tot de reacties met de fosforhoudende zuren treedt hier ook een verschuiving op in de liganden rond zink, er ontstaat bis(tetramethylstibonium)tetracyclopentadienylstannaat. Ten tijde van de ontdekking van deze reactie was dit de eerste reactie waarbij een anion op basis van een organotin(II)verbinding ontstond:
{\displaystyle {\ce {2Sb(CH3)5\ 2Sn(C5H5)2\ ->\ [Sb(CH3)4^{+}]2[Sn(C5H5)4^{2-}]\ +\ Sn(CH3)2}}}
Zwakke zurenMet veel zwakke zuren reageert {\displaystyle {\ce {(CH3)5Sb}}} onder vorming van het stibonium-ion of een derivaat daarvan. Als zwakke zuren kunnen water, alcoholen, thiolen, fenolen, carbonzuren, waterstoffluoride, thiocyaanzuur, waterstofazide, difluorfosforzuur en thio-onderfosforigzuur.
HalogenenMet halogenen reageert pentamethylstibine met het uitwisselen van een of twee methylgroepen tegen het halogeen.
LewiszurenOok met lewiszuren worden tetramethylstibonoimzouten gevormd, waaronder {\displaystyle {\ce {[Sb(CH3)4^{+}][TlBr3^{-}]}}} en {\displaystyle {\ce {[Sb(CH3)4^{+}][Sb(CH3)Cl5^{-}]}}}.
Siliciumdioxide of silicagelMet siliciumdioxide of silicagel reageert {\displaystyle {\ce {Sb(CH3)5}}} aan het oppervlak, waarbij {\displaystyle {\ce {Si-O-Sb(CH3)4}}}-groepen ontstaan. Bij verwarmen boven de 250 °C ontleedt deze verbinding, waarbij trimethylstibine vrijkomt en een methylgroep op het silica-oppervlak gebonden blijft.